# Seneci erucifoli
Seneci erucifoli (Seneci amb fulles en forma d'Eruca), Senecio erucifolius, sinònim Jacobaea erucifolia, és una espècie herbàcia dins la família asteràcia.

## Descripció
Planta perenne que fa fins a 150 cm d'alt, semblant a herba de Sant Jaume (Jacobaea vulgaris) per la seva inflorescència, se'n distingeix per les seves fulles més profundament dividides en lòbuls linears. Els seus molts capítols florals són de color groc daurat. El fruit és cilíndric. Arrels amb estolons. Conté alcaloides verinosos per al ramat.

## Distribució i hàbitat

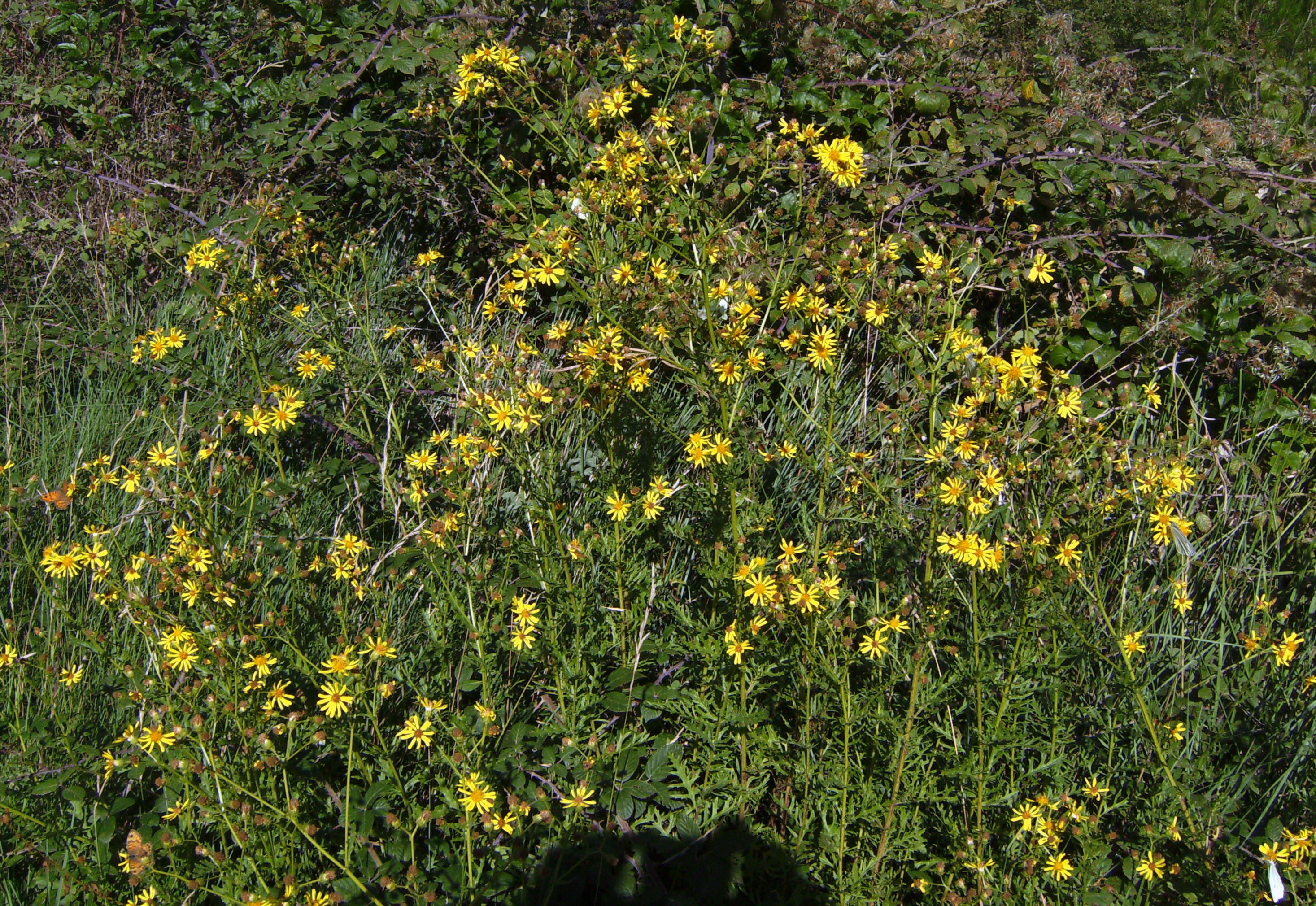
Grup de plantes de seneci erucifoli a la Serra de Castelltallat

A Europa, incloent els Països Catalans. En voreres de camins, conreus abandonats. Floreix des de mitjans de primavera a finals d'estiu.